# کراپپ (برند)
کراپپ (انگلیسی: Cropp) که سابقاً کراپپ تاون (انگلیسی: Cropp Town) نام داشت، یک برند پوشاک و 
فروشگاههای زنجیره‌ای است که در مالکیت گروه ال پی پی بوده و در سبک پوشاک خیابانی تخصص دارد. دفتر مرکزی آن در شهر گدانسک و کشور لهستان واقع شده است. در سال ۲۰۲۱ این برند دارای ۳۵۶ فروشگاه در قاره اروپا بود. فروشگاه‌های کراپپ در ۱۷ کشور جهان از جمله ۱۷۰ فروشگاه در لهستان و ۱۸۶ فروشگاه در سایر کشورها قرار دارند. علاوه بر این، کراپپ دارای فعالیت ریتیل آنلاین در ۱۳ کشور می‌باشد. این برند در سال ۲۰۰۴ بنیان‌گذاری شد.

## نگارخانه

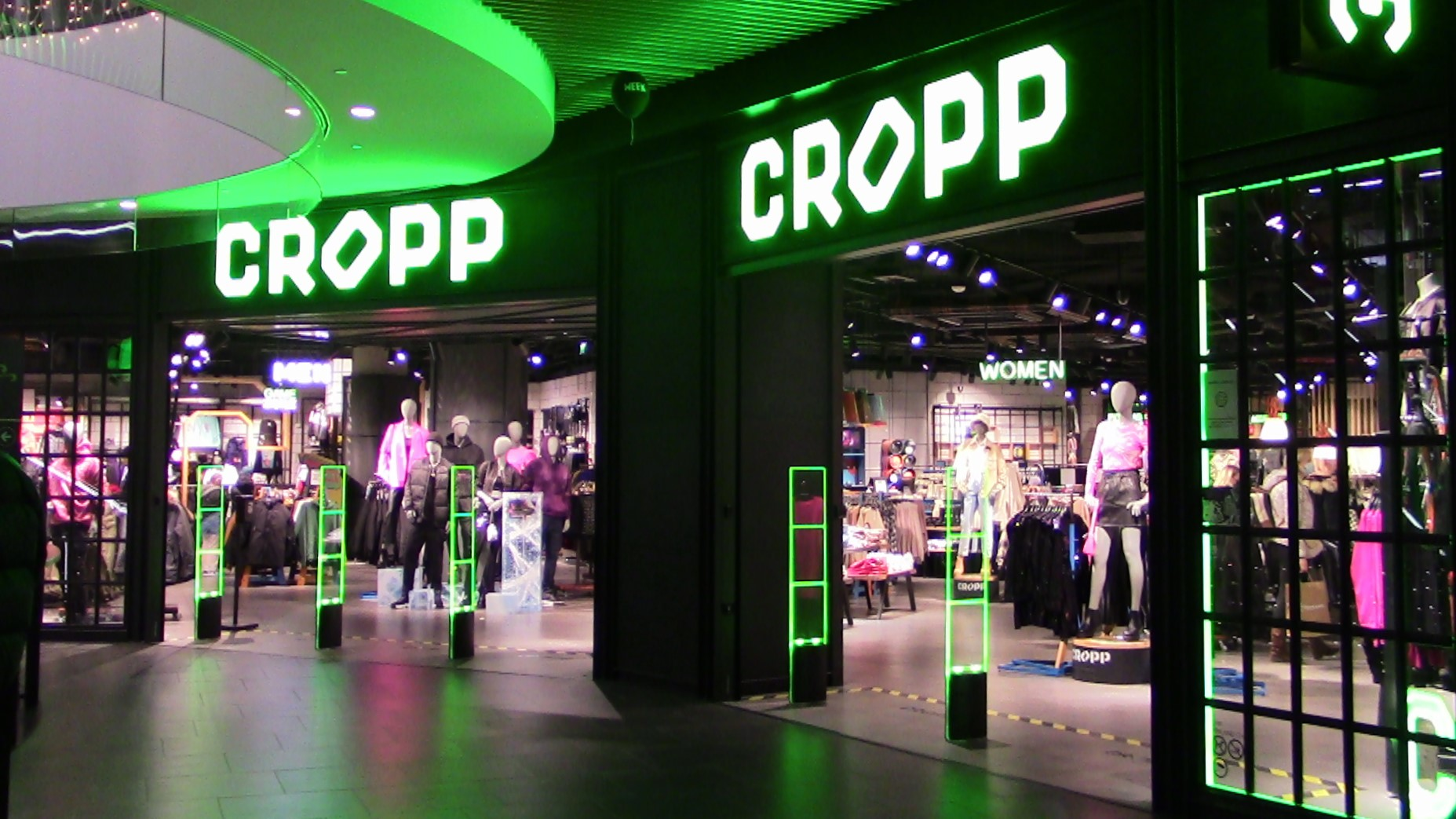
فروشگاه Cropp در مرکز خرید (مال) تریپلا واقع در هلسینکی، فنلاند سال ۲۰۲۱.
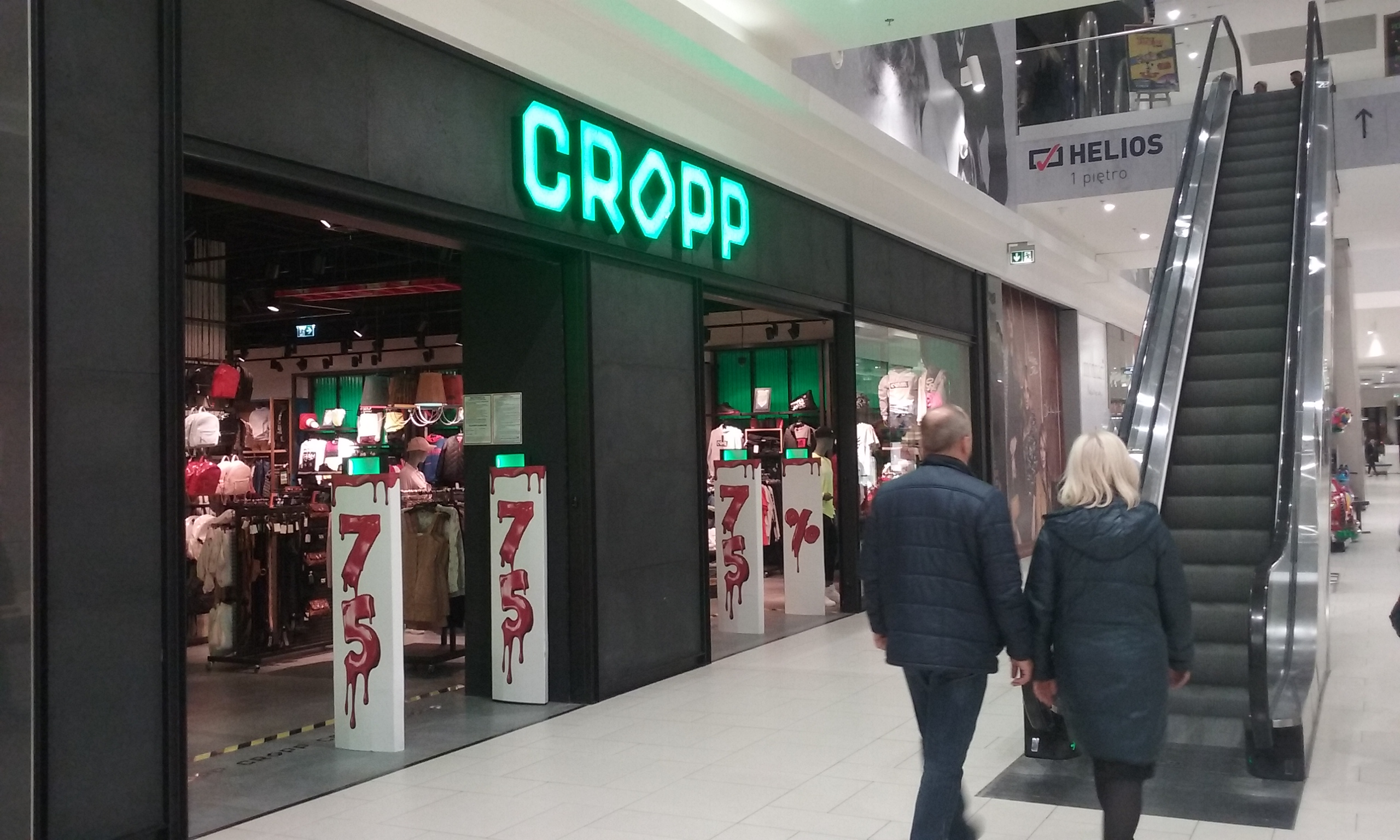
فروشگاه Cropp در مرکز خریدی واقع در توماشوف مازوویتسکی، لهستان  سال ۲۰۱۹.
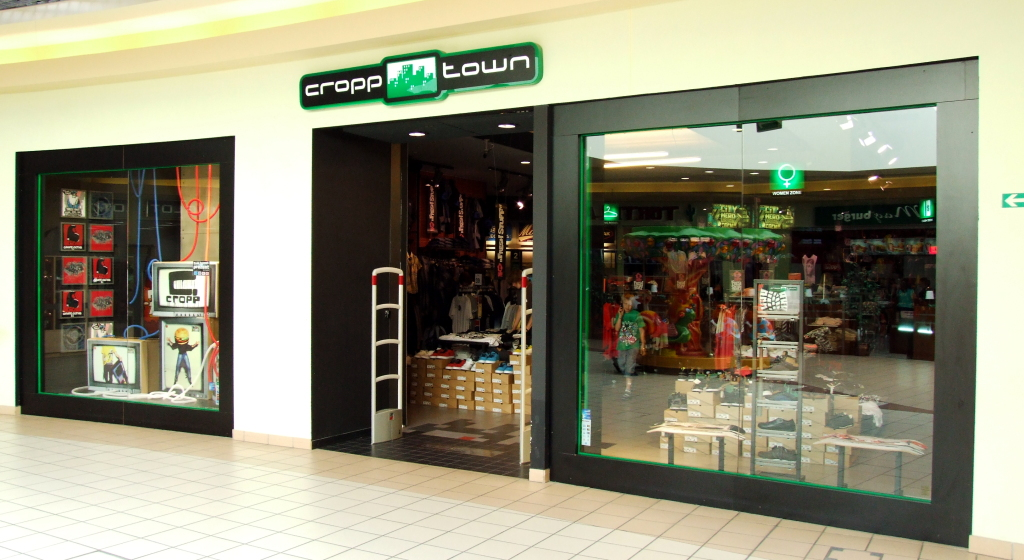
فروشگاه Cropp در اوستروویتس شوینتوکژسکی ، لهستان سال ۲۰۲۱.